# Филипино де Медичи
Вижте пояснителната страница за други личности с името Филипо де Медичи.
Филипо де Мèдичи, наречен Филипино (на италиански: Filippo de' Medici, detto Filippino; * 9 април 1598, Флоренция, Велико херцогство; † 3 април 1602, пак там) е принц на Велико херцогство Тоскана.

## Произход
Той е шестото дете на Фердинандо I де Медичи, Велик херцог на Тоскана (1549 – 1609), и Кристина Лотарингска (1565 – 1636), принцеса от Дом Лотаринги. По бащина линия е внук на Козимо I, велик херцог на Тоскана, и Елеонора Алварес де Толедо, аристократка от Дом Алба, който е свързан с кралете на Испания. От страна на майка си е внук на Карл III, херцог на Лотарингия, и на принцеса Клод дьо Валоа. Прабабата на Филипо по майчина линия е френската кралица Катерина де Медичи. Има четири братя и четири сестри:
- Козимо II (1590 – 1621), 4-ти Велик херцог на Тоскана (1609 – 1621), от 1608 г. съпруг на Мария Магдалена Австрийска, ерцхерцогиня на Австрия
- Елеонора (1591 – 1617), годеница на краля на Испания Фелипе III
- Катерина (1593 – 1629), съпруга на Фердинандо Гондзага и така херцогиня на Мантуа и Монферат (1617 – 1626), управителка на Сиена (1627 – 1629).
- Франческо (1594 – 1614), княз на Капестрано, барон на Карапеле, господар на Кастел дел Монте, Офена и Буси, военен.
- Карло (1596 – 1666), кардинал
- Лоренцо (1599 – 1648), испански гранд с обръщението „дон“, военен и дипломат
- Мария Магдалена (1600 – 1633), инвалид
- Клавдия (1604 – 1648), съпруга от 1621 г. на Федерико Убалдо дела Ровере, херцог на Урбино, и от 1626 г. на Леополд V, ерцхерцог на Предна Австрия.

## Биография
Не всички източници от онова време са единодушни относно датата на раждане на Филипино: Тинги например записва 12 юни в своя съдебен дневник. Умира на почти 4-годишна възраст във Форт Белведере във Флоренция.
|  | Тази страница частично или изцяло представлява превод на страницата Filippino de' Medici в Уикипедия на италиански. Оригиналният текст, както и този превод, са защитени от Лиценза „Криейтив Комънс – Признание – Споделяне на споделеното“, а за съдържание, създадено преди юни 2009 година – от Лиценза за свободна документация на ГНУ. Прегледайте историята на редакциите на оригиналната страница, както и на преводната страница, за да видите списъка на съавторите. ВАЖНО: Този шаблон се отнася единствено до авторските права върху съдържанието на статията. Добавянето му не отменя изискването да се посочват конкретни източници на твърденията, които да бъдат благонадеждни. |